# Lucien Paye
Pour les articles homonymes, voir Paye (homonymie).
Lucien Paye, né le 28 juin 1907 à Vernoil (Maine-et-Loire) et mort le 25 avril 1972 à Paris, est un diplomate et homme politique français. 

## Biographie
Fils d'un ingénieur des Ponts-et-Chaussées, et petit-fils d'instituteur, Il effectue sa scolarité au lycée David d'Angers puis au lycée Louis le Grand à Paris. 
Normalien, agrégé de lettres, docteur ès lettres, Lucien Paye, arabophone, enseigne d'abord au lycée de Fès (Maroc) en 1931, puis au collège musulman de Rabat, avant d'entrer dans l'administration de l'éducation nationale, comme chef du service de l'enseignement du Maroc, en 1938. 
En 1934, il adhère au parti socialiste SFIO et propose, en 1937, de chercher une position de conciliation entre les tendances pro-coloniale et celle plus favorable à l'autonomie du Maroc, afin que la fédération socialiste présente une motion de consensus au congrès national de Marseille. Cette tentative est cependant vaine. 
En 1943, il participe, comme officier, aux opérations militaires de la fin de la Seconde Guerre mondiale, et notamment au débarquement de Provence, puis à la campagne d'Allemagne. Proche de Charles de Gaulle, il est un de ses conseillers lors de la conférence de Brazzaville.  
Nommé en 1946 directeur des affaires musulmanes en Algérie, il est un des auteurs du statut indigène de 1947. L'année suivante, après la nomination de Marcel Naegelen comme gouverneur général de l'Algérie, Paye, après avoir exercé brièvement les fonctions de directeur du plan dans l'administration coloniale, devient directeur de l'instruction publique en Tunisie. 
En 1955, il est nommé directeur du service universitaire des relations avec l'étranger et l'outre-mer au ministère de l'éducation nationale, avec statut d'inspecteur général, à Paris. Appelé en juin 1956 par Robert Lacoste au poste de  directeur général des affaires politiques et de la fonction publique d'Algérie, il quitte cette fonction en mai 1957, officiellement pour cause de cumul difficile avec ses fonctions dans l'administration centrale, plus vraisemblablement pour protester contre les méthodes de répression à l'égard des nationalistes algériens, et notamment l'utilisation systématique de la torture. 
Il part alors au Sénégal, et participe à la mise sur pied de l'université de Dakar, inaugurée en décembre 1959, et dont il est nommé recteur. À la suite de la démission d'André Boulloche, Charles de Gaulle propose à Paye de lui succéder comme ministre de l'Éducation nationale. Celui-ci, s'estimant trop peu « politique », refuse le poste, mais accepter les fonctions de directeur général de l'organisation et des programmes scolaires. 
Il est finalement nommé ministre de l’Éducation nationale, fonctions qu'il exerce du 20 février 1961 au 15 avril 1962 dans le gouvernement Michel Debré. Il est notamment à l'origine, en 1961, de la création du Concours national de la résistance et de la déportation (CNRD), concours scolaire proposé depuis lors aux élèves des classes de 3e et des lycées, ainsi que d'une réorganisation de l'administration centrale.  
Il est ensuite haut représentant de la France au Sénégal en 1962, avec rang d'ambassadeur, avant d'être le premier ambassadeur de France en Chine populaire de 1964 à 1969. Du fait de la condamnation par la France de l'intervention américaine au Viet-Nam, il bénéficie d'un accueil très favorable des autorités chinoises, accentuée par les relations d'amitiés qu'il lie avec le ministre chinois des Affaires étrangères Chen Yi. Son action est essentielle dans le domaine des relations culturelles franco-chinoises,. Les relations se tendent cependant pendant la période de la « révolution culturelle », et il doit notamment faire face à des manifestations hostiles et menaçantes des gardes rouges devant l'ambassade de France en février 1967. Il est aussi agressé, sans conséquences importantes, lorsqu'il accompagne les diplomates soviétiques qui quittent Pékin le 6 février. 
De retour en France en octobre 1969, il préside la commission de réforme du statut de l'ORTF, qui propose notamment la création d'une troisième chaîne « régionale », dans son rapport rendu l'année suivante.
Nommé Premier président de la Cour des comptes en 1970, et président du conseil des impôts l'année suivante, il meurt de maladie, à 64 ans, le  25 avril 1972. 
Il reçoit alors de nombreux hommages, dont celui de Léopold Sédar Senghor, qui le qualifie de « Sénégalais d'adoption » et de Maurice Druon qui voit en lui un « homme de cœur, homme de culture et grand citoyen ». 
Il est le père de Jean-Claude Paye.
Les papiers personnels de Lucien Paye sont conservés aux Archives nationales sous la cote 364AP.

## Décorations
- Légion d'honneur[7].

## Hommages

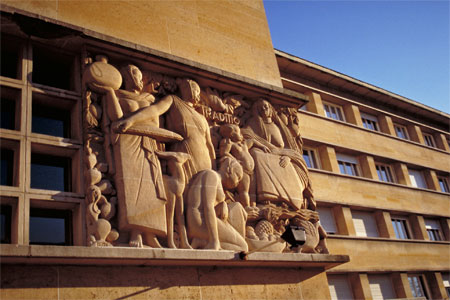
Résidence Lucien Paye, Cité internationale universitaire de Paris.

Deux établissements au moins portent son nom :
- une résidence de la Cité internationale universitaire de Paris
- l'école primaire publique de la commune de Saint-Nolff dans le Morbihan

Une place porte son nom à Aix-en-Provence. Elle est située devant le rectorat de l'Académie d'Aix-Marseille et de la région académique Provence-Alpes-Côte d'Azur.

## Sources
- « M. Lucien Paye est mort », Le Monde, 27 avril 1972.